# Intérieur au vase étrusque
Intérieur au vase étrusque est un tableau du peintre français Henri Matisse réalisé au début de l'année 1940 à Nice. Cette huile sur toile représente un intérieur décoré dans lequel une femme se tient assise à une table noire couverte de plantes et de fruits, une tapisserie suspendue derrière elle ; elle  regarde droit devant elle, un grand vase  orange  aux motifs floraux sur sa gauche. L'œuvre, signée Henri Matisse 40 en bas à droite, est conservée au Cleveland Museum of Art, à Cleveland, aux États-Unis, depuis un don en 1952.
Elle appartenait Paul Rosenberg (galeriste) quand elle fut confisquée par les nazis en 1941 . elle fit partie de la collection de Hermann Göring avant d'être restituée après guerre à Paul Rosenberg.

## Expositions
- Matisse. Cahiers d'art – Le tournant des années 1930, musée de l'Orangerie, Paris, 2023 — n°152.